# Цено Ценов (борба)
Вижте пояснителната страница за други личности с името Цено Ценов.
Цено Ценов е български и международен деец по спортна борба.
Роден е на 9 септември 1939 г. в с. Марково, Пловдивско. Завършва Софийския университет със специалност „Българска филология и история“.
Работи в Българската федерация по борба като секретар. По-късно става неин заместник-председател (до 1989 година) и председател през периода от 1990 до 1991 г.
Член е на Бюрото на Международната федерация по борба (на френски: Fédération Internationale des Luttes Associées, FILA - ФИЛА), както и 5-и мандат (от 1996 г.) председател на нейния Европейски съвет по борба (Conseil d'Europe des Luttes Associées, CELA - СЕЛА)
Почива на 31 май 2020 г. на 80 годишна възраст.